# کینگزهاوس، جامائیکا
کینگزهاوس (انگلیسی: King's House) یا کاخ دولت اقامتگاه رسمی فرماندار کل جامائیکا (نماینده ملکه و رئیس کشور جامائیکا) است. این کاخ در شهر کینگستون واقع است.